# John Crowe Ransom
John Crowe Ransom, né le 30 avril 1888 à Pulaski dans le Tennessee et mort le 3 juillet 1974 à Gambier dans l'Ohio, est un universitaire, écrivain, poète et critique littéraire américain.

## Biographie
John Crowe Ransom est le fondateur du mouvement universitaire New criticism, dénomination tirée de son essai paru en 1941.

## Œuvre
- Poésie
  - Chills and Fever, éd. Alfred Knopf, 1924.
  - Grace after Meat, 1924
  - God Without Thunder: an Unorthodox Defense of Orthodoxy, éd. Archon Books, 1965
  - Two Gentlemen in Bonds, éd. Alfred Knopf, 1927.
- Anthologies
  - The Poetry of 1900-1950, 1951
  - The Past Half-century in Literature: A Symposium, National Council of English Teachers, 1952
  - Poems and Essays, Random House, 1965
  - Beating the Bushes: Selected Essays, 1941-1970, éd. New Directors, 1972
- Autres
  - The World's Body (essai littéraire), éd. C. Scribner's Sons, Ltd., 1938
  - The New Criticism (essai littéraire), éd. New Directions, 1941
  - A College Primer of Writing (manuel universitaire), éd. H.Holt and Company, 1943

## Prix et distinctions
- 1951 : Bollingen Prize for Poetry
- 1964 : National Book Award
- 1966 : Membre de l'American Academy of Arts and Letters